# Jack Deere
Jack Deere är en amerikansk karismatisk pastor, teolog och författare. Deere är mest känd för att gå från inbiten cessasionist till att bli karismatiker och en av ledarfigurerna inom Vineyard.

## Biografi

### Uppväxt och utbildning
Deere växte upp i Fort Worth, Texas, USA. Han studerade vid Texas Christian University in Fort Worth, och tog examen i filosofi och började arbeta med Young Life och ledde gymnasister till tro. Efter examen 1971, studerade han vid Dallas Theological Seminary med tyngdpunkt på bibelgrekiska och -hebreiska. 1976 bjöds han in till fakulteten på Dallas Seminary och undervisade i hebreiska och gamla testamentet. Han tog både en master- och en doktorsexamen från Dallas Seminary. Under sin tid på Dallas Seminary grundade han, och var pastor, i två församlingar. Dallas Seminary var ett starkt fäste för cessationism.

### Deere och Vineyard
1986 ändrade Deere sin uppfattning om den helige Andes övernaturliga gåvor, såsom helande och profetia. Han förklarade att han själv upplevt gåvorna efter att ha kommit i kontakt med John Wimber, ledaren för Vineyard. Han lämnade sitt arbete på Dallas seminary i slutet av 1987 och blev medlem i ledningen i Anaheim Vineyard i Anaheim i Kalifornien, USA.

### Efter Vineyard
Deere lämnade Anaheim Vineyard 1992 och påbörjade sitt författarskap. 1994 till 1996 ledde han en presbyteriansk församling i Montana. Deere är numera pastor i Wellspring Church i North Richland Hills, Texas,en församling som han grundade våren 2004. Jack och hans fru Leesa bor i Colleyville, Texas. De har två vuxna barn, Stephen och Alese.

## Författarskap
•Surpriced by the Power of the Spirit (utgiven 1993) där han berättar om sin tvärvändning i uppfattningen om nådegåvorna. Han argumenterar mot cessationismen och ger sig i kast med argument från bland andra Benjamin Breckinridge Warfield och John F. MacArthur. Han berättar även om sina erfarenheter från Kansasprofeterna och Paul Cain.

•Surpriced by the Voice of God (utgiven 1996)

•The Beginner's Guide to the Gift of Prophecy (utgiven 2008)